# Griselda Visser
Griselda Edwien Visser (24 mei 1964) is een Nederlandse archeologe en kunsthistorica. Ze was tussen 1990 en 2015 werkzaam als presentatrice, commentatrice en verslaggeefster voor NOS Studio Sport, RTL Sport en ESPN International. En onder haar schrijversnaam Griselda Molemans onderzoeksjournaliste, schrijfster en documentairemaakster.
Speerpunt van haar onderzoek is het uitgebleven rechtsherstel voor de oorlogsslachtoffers uit voormalig Nederlands-Indië.

## Jeugd
De ouders van Visser zijn een Indisch-Molukse moeder met een Afrikaanse KNIL-soldaat als voorvader, en een van een Surinaams-Duitse familie afkomstige vader die op Curaçao is geboren. Ze doorliep de universitaire opleiding klassieke archeologie aan de Vrije Universiteit (VU) in Amsterdam, gevolgd door de opleiding kunstgeschiedenis aldaar.

## Carrière

### Als presentatrice en journalist
Zij begon haar carrière in 1990 bij NOS Studio Sport met het presenteren van sportprogramma's, waarin zij commentaar verzorgde bij voetbal, tennis en basketbal en reportages produceerde. Doordat zij gedwongen werd in vaste dienst te treden en haar vrijheid wilde behouden met het oog op haar eigen bedrijf leidde dit tot een conflict en beëindigde ze de samenwerking.
Uiteindelijk kreeg ze als eerste mediaprofessional in Nederland een zogeheten Verklaring Arbeidsrecht (VAR) uitgereikt om haar tv-werkzaamheden zelfstandig uit te kunnen voeren.
Van 1994 tot 2002 was ze vervolgens werkzaam voor RTL Sport in de hoedanigheid van verslaggever, commentator en presentator.
In 1996 richtte zij WorldReport/SportReport op, een internationaal productiebureau voor sportinterviews en programma's, dat voetbalinterviews leverde aan CNN, ESPN International, Asia Sport Hongkong en diverse Europese zenders.

### Als correspondent en auteur
In 2005 vertrok zij naar Los Angeles als correspondent voor media in Europa en Zuidoost-Azië. Ze debuteerde daar als schrijfster van non-fictieboeken in de Indische De Pizarro Dossiers. Zij nam om van haar sportimago af te komen hierbij de schrijversnaam Griselda Molemans aan, de achternaam van haar stamvader, een Afrikaanse KNIL-soldaat uit Burkina Faso, die de door de Nederlandse legerleiding gegeven naam Molemans droeg. Het is de meisjesnaam van haar moeder.
Om haar boeken ongecensureerd te kunnen uitgeven, richtte ze in 2014 uitgeverij Quasar Books op, waarbij 'quasar' staat voor het belichten van toegedekte zaken. Zo heeft ze onder meer kwesties zoals de verdwenen banktegoeden van de Javasche Bank (in: Follow the Money), het werkelijke aantal troostmeisjes in de periode 1932-1945 en de opvang van ontheemde gezinnen uit Indonesië in contractpensions in kaart gebracht. 
In 2021 publiceerde ze de scoop (journalistieke primeur) dat conform het zogeheten territorialiteitsbeginsel de liquidatieopbrengsten van de vijandelijke Japanse banken na de oorlog toekwamen aan het plaatselijk gezag in ieder land. Bij deze banken werd het geld gedeponeerd dat in de Japanse dwangbordelen betaald werd voor de diensten van 'troostmeisjes'. Voor voormalig Nederlands-Indië geldt dat deze opbrengsten naar de Nederlandse Handel-Maatschappij zijn gevloeid, waarvan de Nederlandse staat en het Koninklijk Huis aandeelhouders waren. Concreet beschouwd blijken zij geprofiteerd te hebben van de 'verdiensten' van de slachtoffers van Japanse dwangprostitutie.
In 2023 nam zij het initiatief tot het in Amsterdam oprichten van een monument voor de 70.000 slachtoffers van Japanse dwangprostitutie in Nederlands-Indië tussen 1942-1945.

## Boekpublicaties
- Paolo Conte. De Teksten. Uitgeverij International Theatre Bookshop, 1988; ISBN 9789064031946
- In gesprek met Jan Wouters. Uitgeverij Arena, 1994. ISBN 9789069741079
- Dochters van de Archipel - van moederland Indië naar vaderland Nederland'. Amsterdam, Balans, 2004. ISBN 9789050186469.
- Met vlag en rimpel - Erfgenamen van Indië. Uitgeverij Kosmos Uitgevers, 2004; ISBN 9789021543369.
- In het voetspoor van De Panter. Amsterdam, Balans, 2005. ISBN 9789050186964.
- From L.A. to New York. Uitgeverij Artemis, 2007; ISBN 9789047200321
- Zwarte huid, Oranje hart - Afrikaanse KNIL-nazaten in de diaspora. Quasar Books, 2010; ISBN 9789089101624.
- Oog van de naald. Uitgeverij Mistral, 2011; ISBN 9789049951979.
- Tot op het bot. Uitgeverij Mistral, 2012; ISBN 9789049953034.
- Opgevangen in andijvielucht - De opvang van ontheemden uit Indonesië in kampen en contractpensions en de financiële claims op basis van uitgebleven rechtsherstel. Quasar Books, 2014; ISBN 9780615951010.
- De vergeten krijgers - de onvoorwaardelijke trouw van de Indo-Afrikaanse gemeenschap aan de Nederlandse vlag. Quasar Books, Amsterdam, 2016; ISBN 9789082373912.
- Levenslang Oorlog. De verzwegen slachtoffers van het Japanse Keizerlijk systeem van verkrachting en dwangprostitutie tussen 1932 en 1945. Quasar Books & Multimedia, 2020; ISBN 9789082373950.

## Online publicaties
- Griselda Molemans, Het grimmige lot van Lists moeder . de Volkskrant (7 juni 2015). Geraadpleegd op 12 augustus 2024.
- Griselda Molemans, De vergeten feiten over het vrouwenkiesrecht in de Nederlandse kolonies. Joop (8 juni 2019). Geraadpleegd op 12 augustus 2024.